# تئاتر آدلفی
تئاتر آدلفی (انگلیسی: Adelphi Theatre) یک سالن نمایش در لندن، انگلستان است.
این سالن تئاتر که در خیابان استرند قرار دارد در سال ۱۸۰۶ میلادی تأسیس شده و جزئی از تئاتر وست اند محسوب می‌شود. تئاتر آدلفی دارای ۱۴۳۶ نفر ظرفیت می‌باشد.